# Свинхувуд, Пер Эвинд
Пер Э́винд Сви́нхувуд (фин. Pehr Evind Svinhufvud; 15 декабря 1861, Сяяксмяки — 29 февраля 1944, Луумяки) — финский политический деятель, президент Финляндии в 1931—1937 годах. Сыграл важную роль в достижении полной независимости Финляндии.

## Биография

### Времена Великого Княжества Финляндского
Родился в шведской семье морского офицера Густава Пера Свинхувуда аф Кувальстада и Ольги фон Беккер. Отец погиб у берегов Греции, когда сыну было два года. Детство провёл в семье деда, а после его самоубийства в 1866 году вместе с матерью и сестрой переехал в Гельсингфорс. В 1882 году получил степень магистра искусств, а в 1886 году — магистра права в Гельсингфорсском университете. В 1889 году женился на Альме (Эллен) Тимгрен, в браке с которой у них родились 6 детей.
Начал свою карьеру как адвокат в окружных судах, затем служил помощником судьи в Апелляционном (надворном) суде в Або. С 1892 года работал в комитете Сената Финляндии по законодательству, занимаясь вопросами налогообложения. В 1902 году вернулся на работу в Апелляционный (надворный) суд Або в качестве помощника судьи, где оказался в центре судебных разбирательств, связанных с протестами местного населения против русификации Финляндии. Из-за своей непримиримой феннофильской позиции был уволен с должности генерал-губернатором Н. И. Бобриковым и в 41-летнем возрасте отправился в Гельсингфорс заниматься адвокатской практикой.
Сыграл ключевую роль в зарождении финского парламентаризма. С 1907 по 1914 годы был депутатом выборного Риксдага и его первым председателем (до 1912 года). Принадлежал к правому крылу младофиннов, выступал с шовинистскими лозунгами, призывал брать пример с Германии.
В 1914 году, будучи председателем уездного суда, отказался признавать полномочия присланного из России прокурорского чиновника, за что был сослан в сибирское село Тымск (Нарымский край Томской губернии), а в 1915 году был переведён в Колывань. После возвращения в Финляндию из ссылки после Февральской революции в 1917 году был встречен там как национальный герой.

### Период революций
В период Временного правительства в России и Октябрьской революции политическая ситуация в Финляндии оставалась относительно пассивной и ожидающей шагов от центральной власти, пока в ноябре 1917 г. председателем Сената Финляндии не был избран Свинхувуд (впоследствии должность называлась Премьер-министр). 6 декабря 1917 года Свинхувуд сыграл значительную роль в провозглашении в риксдаге полной независимости Финляндии как республики (составил проект декларации и передал его в риксдаг на утверждение). Вскоре после этого 31 декабря 1917 года в Петрограде В. И. Ленин вручил акт о признании независимости Финляндии, что сделало в то время Россию первой страной мира, признавшей независимость Финляндии. 
В начале гражданской войны в Финляндии в январе 1918 года был арестован Красной гвардией, но в марте 1918 года бежал через Эстонию в Германию, откуда как премьер-министр обращался с просьбой к Германии и Швеции об оказании военной помощи противникам «красных». 7 марта 1918 года он подписал в Берлине с правительством Вильгельма II мирный и торговый договоры, ставившие Финляндию в полную политическую и экономическую зависимость от Германии, и просьбы о помощи были удовлетворены. Через месяц Свинхувуд вернулся в Финляндию (в г. Васу), где стал главой консервативного правительства.
15 мая 1918 года правительство Свинхувуда порвало дипломатические отношения с Советской Россией. Три дня спустя Свинхувуд был избран «регентом» Финляндии (которым оставался до декабря того же года). После окончания гражданской войны помиловал 36 тысяч её участников, воевавших на стороне «красных».
15 августа 1918 года по его предложению Риксдаг принял решение об объявлении Финляндии монархией. Продолжая придерживаться германской ориентации, 9 октября 1918 г. Свинхувуд добился избрания королём Финляндии и Карелии зятя Вильгельма II принца Фридриха Карла Гессена. Однако Ноябрьская революция 1918 года в Германии вызвала не только крушение монархических планов Свинхувуда, но и отказ финской буржуазии от германской ориентации. После этой неудачной попытки введения монархической формы правления Свинхувуд как сторонник введения монархии в Финляндии и укрепления её связи с Германией, а также как один из руководителей гражданской войны был смещён с политических должностей пробританскими кругами Финляндии в декабре 1918 г. и на время ушёл из большой политики.

### Президентство
В 1921—1931 годы Свинхувуд — председатель административного совета акционерного общества Ensogutzeit. В 1925 году он был выдвинут кандидатом на пост президента Финляндии, но на выборах потерпел неудачу. С 1930 по 1931 годы был премьер-министром, а с 1931 по 1937 годы — президентом Финляндии. На этом посту проводил как антикоммунистическую (несмотря на заключённый в 1932 г. пакт с СССР о ненападении), так и антифашистскую политику. С одной стороны, он инициировал арест всех коммунистов — членов риксдага, а с другой — подавил мятеж в Мянтсяля, поднятый профашистским лапуаским движением. В 1934 году был заключён новый финско-германский торговый договор. Свинхувуд стремился также к сотрудничеству с консервативными правительствами Польши и прибалтийских стран того периода.
На президентских выборах 1937 года потерпел поражение (несмотря на поддержку Патриотического народного движения, происходящего от лапуасцев), после чего отошёл от политической деятельности.
Во время «Зимней войны» 1939—1940 гг. безуспешно пытался встретиться с Гитлером и Муссолини, но был принят лишь Папой Пием XII. Пользовался большим доверием у жителей Финляндии, получив от них прозвище «Укко-Пекка» («Старина Пекка»).
В преддверии войны против СССР в 1941 году питал большие надежды на возвращение Карелии и изменение границ в пользу Финляндии, заявляя публично: 
Карелию — вернуть и русаков — прочь с Севера!Пер Эвинд Свинхувуд
Похоронен в Луумяки.

## Интересный факт
Крупнейший пассажирский паровоз, производившийся в Финляндии в период 1937—1957 гг. (P1 / Hr1, тип 2-3-1 / Pasific, вес 155 т.), назывался по прозвищу Пера Эвинда Свинхувуда «Укко-Пекка» (фин. Ukko-Pekka). Всего было построено 22 локомотива этой серии. Два из них установлены как памятники в Карья и Отанмяки.

## Киновоплощения
Вилко Сиивола «Доверие» (1975)